# Ruthiromia
Ruthiromia es un  género extinto de sinápsido pelicosaurio que existió durante el Pérmico Inferior en lo que ahora es Norteamérica. Sus restos fósiles han aparecido en Nuevo México, Estados Unidos. Su posición filogenética dentro de Eupelycosauria es controvertida.